# Kigoma
Kigoma è una città della Tanzania occidentale, situata sulle sponde del Lago Tanganica, capoluogo della regione omonima. Fu fondata dai belgi alla fine del XIX secolo, nell'epoca delle esplorazioni dell'entroterra dell'Africa orientale.
È capolinea della linea ferroviaria che la collega a Dar es Salaam